# IC 3439
IC 3439 је елиптична галаксија у сазвјежђу Береникина коса која се налази на листи објеката дубоког неба у Индекс каталогу.
Деклинација објекта је + 25° 33' 41" а ректасцензија 12h 30m 59,6s. Привидна величина (магнитуда) објекта IC 3439 износи 16,0 а фотографска магнитуда 17,0.